# أبانغاريس (كانتون)
ابانغاريس (بالإسبانية: Abangares)‏ وهو الكانتون السابع في محافظة غواناكاسته في كوستاريكا. ويغطي الكانتون مساحة 675.76 كم مربع،
كما يقارب عدد سكانه 17,289 نسمة.
و تدعى مدينته الرئيسية بـسان خونتاس.
يبدأ الكانتون في ساحل خليج نيكوجا شمال مصب نهر ابانغاريس، ومن ثم يتسع بين نهري لاخاس في الشمال الغربي ولاغارتوس في الشرق، حيث يصعد إلى سلسلة جبال تيلاران.
يعتبر هذا الكانتون موطن أقد مناجم الذهب في كوستاريكا، حوالي القرن.
و كانت أول عملية لاستخراج الذهب من قبل شركة مناجم ابانغاريس من قبل الولايات المتحدة الأمريكية.
تم تأسيس هذا الكانتون في 4 حزيران 1915.

## المقاطعات
يتألف الكانتون من أربع مقاطعات وهي :
1. خونتاس
2. سييرّا
3. سان خوان
4. كولوراذو